# Sintaluta
Sintaluta es un pueblo canadiense situado en la provincia de Saskatchewan.

## Superficie
Sintaluta tiene una superficie de 2,67 km².

## Demografía
En 2021, tenía 124 habitantes, una densidad poblacional de 46,5 hab./km², y 72 viviendas.